# Сары-Камыш (Джалал-Абадская область)
Сары-Камыш (кирг. Сары-Камыш) — село в Ноокенском районе Джалал-Абадской области Кыргызстана. Входит в состав Достукского айылного аймака.

## География
Село расположено в южной части области, на берегах реки Сары-Камыш-Сай (левый приток Нарына), на расстоянии приблизительно 42 километров (по прямой) к северо-западу от села Масы, административного центра района. Абсолютная высота — 791 метр над уровнем моря.

## Население
Согласно оценочным данным Национального статистического комитета Кыргызской Республики, численность населения села на начало 2023 года составляла 48 человек.
| год     | 2009 | 2014 | 2015 | 2020 | 2021 | 2023 |
| ------- | ---- | ---- | ---- | ---- | ---- | ---- |
| человек | 80   | 190  | 47   | 48   | 48   | 48   |